# カーテシー

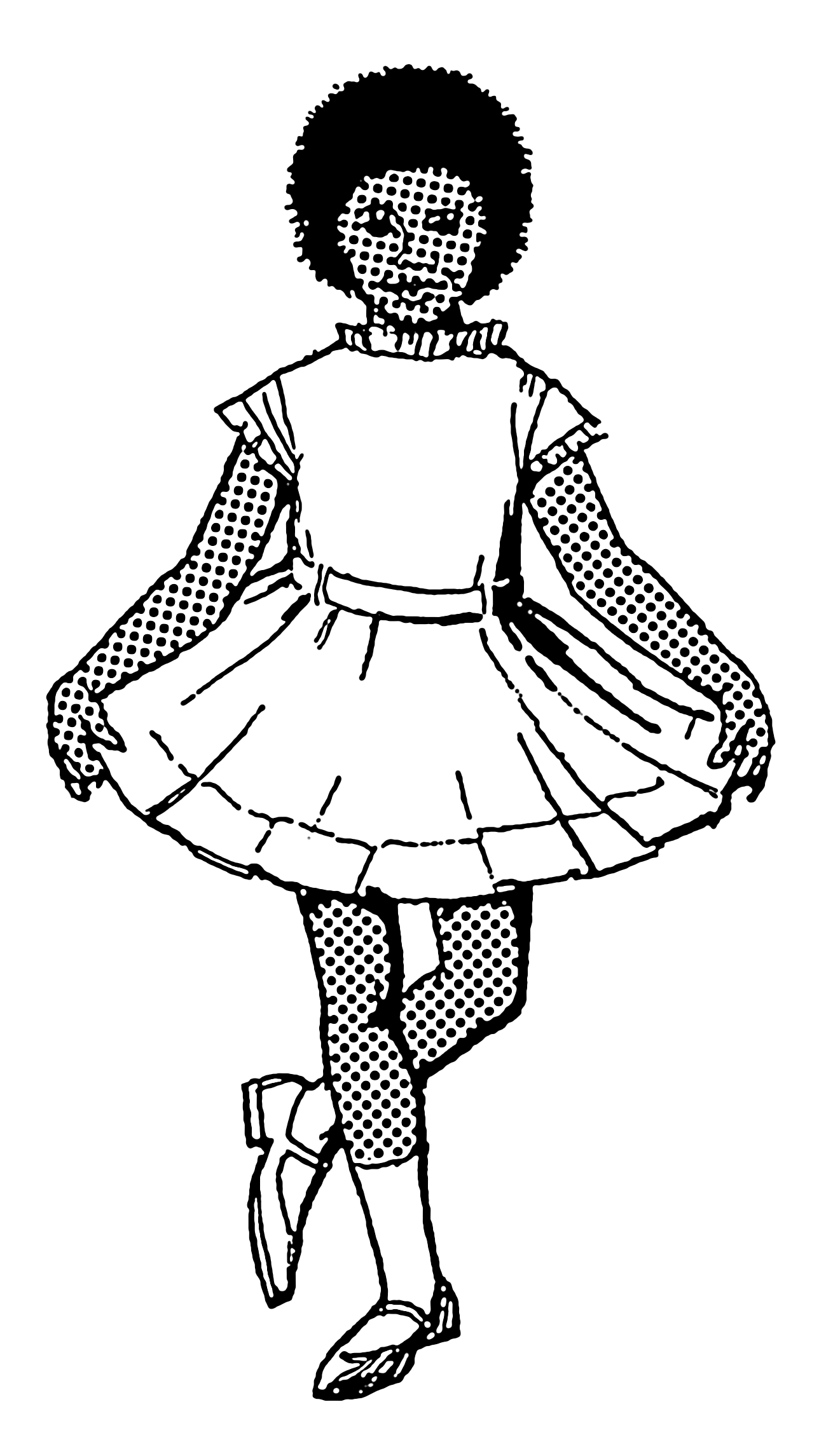
カーテシー

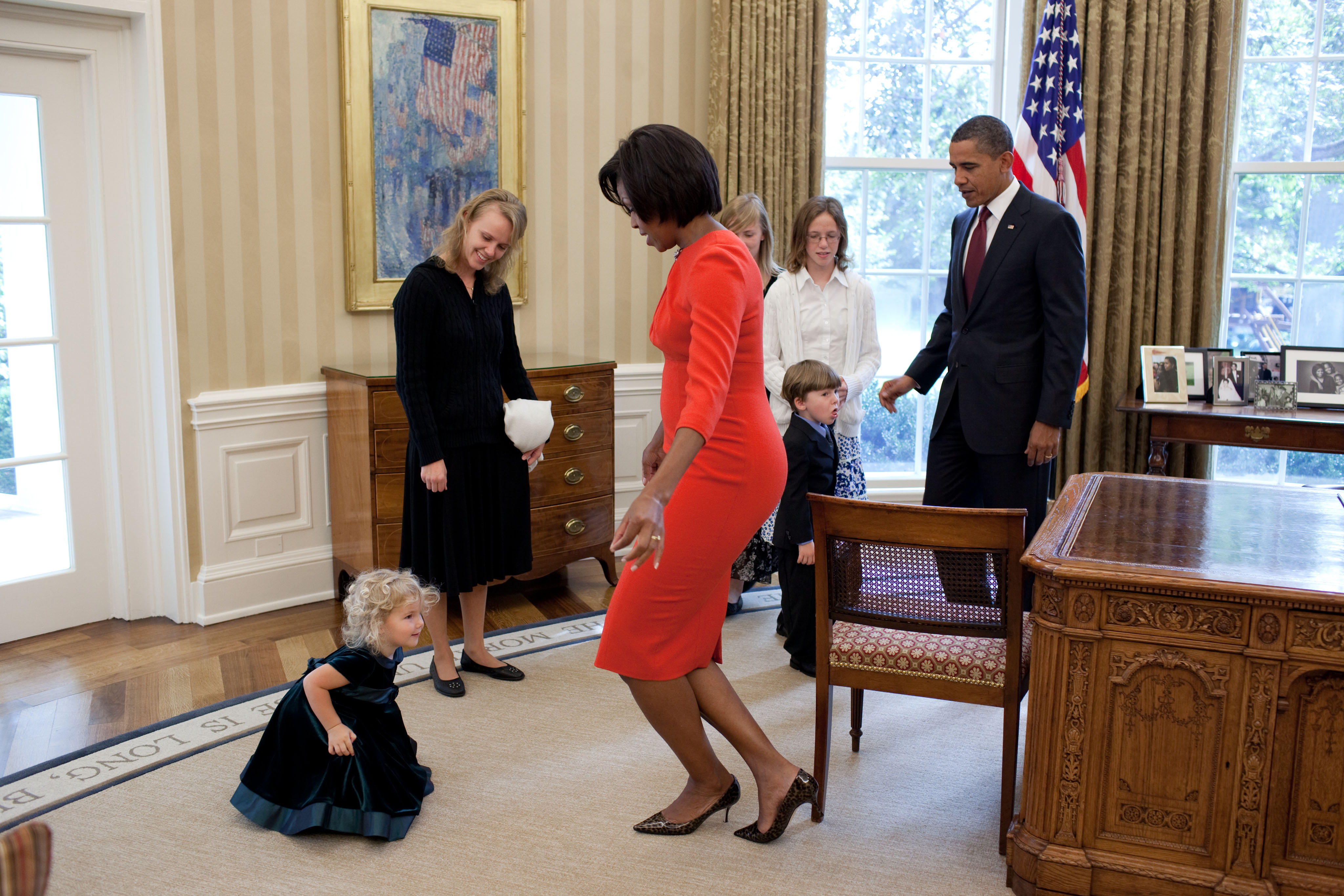
ミシェル・オバマがLynne Siloskyに対してカーテシーをしている。2010年10月06日、ホワイトハウスのオーバルルームにて

カーテシー、カーツィ、コーツィ（英: curtsy または curtsey）は、あいさつの一種。または、お辞儀の一種。
漢語では屈膝礼という。対応する日本語としては、膝折礼がある。「跪礼（きれい）」の語は、ひざまづく礼であり、カーテシーの訳語としては不適当である。
ヨーロッパおよびアメリカでの西洋文化的あいさつ法。17世紀以降、女性のみが行う礼法として発達した。目上の相手に対し、片足を斜め後ろの内側に引き、もう片方の足の膝を軽く曲げ、背筋は伸ばしたままあいさつをする。
両手でスカートの裾を軽く持ち上げて行う場合もあるが、ズボン着用で行われることもある。
ビクトリア朝時代には、大きくふくらんだコルセット式のペチコートスカートの中で、バレエのプリエのポジション（前に出した足は膝で軽く曲げ、後ろ側の足はまっすぐ伸ばしたまま）を取っておこなうことで、上体が前傾せずに上下するだけというスタイルのお辞儀であった。
伝統的には、使用人が主人に相対した時など、社会的ランクが下の者からランクが上である相手に対して行うものであったが、今日のヨーロッパでは王室のメンバーに面会する際におもに用いられるものとなってきている。
ダンス界で多く使用され、バレエやフォークダンス、フィギュアスケートなどの演技後、観客への感謝の意を表するためにもおこなわれる。
またスポーツでは、イギリスで開催されるウィンブルドンで、女子の決勝戦後の表彰式にて、選手と主審が主賓であるケント公に対し、伝統としてこのあいさつを用いる。
なお、英語でカーテシー、コーテシー（courtesy）という言葉の意味は、「礼儀正しさ」もしくは「礼儀」そのもののことであり、コーツィ、カーツィ（curtsy、またはcurtsey）の語の方が「挨拶、お辞儀の方法のひとつ」を指す単語としては正しい。